# Equilibrium (film)
Equilibrium is een Amerikaanse sciencefictionfilm uit 2002, geschreven en geregisseerd door Kurt Wimmer.

## Verhaal
Na een apocalyptische Derde Wereldoorlog heeft de totalitaire overheid van de dystopische stadstaat Libria oorlog uitgebannen door een absoluut verbod in te stellen op menselijke emoties. Dit om een vierde wereldoorlog te voorkomen. Iedereen is verplicht om elke dag op uur en tijd het middel prozium te gebruiken dat alle emotie onderdrukt. Op het toch hebben van emoties staat de doodstraf. De regels worden gemaakt door de nooit persoonlijk aan iemand verschijnende Vader (Sean Pertwee).
In deze monochrome en onverstoorbare samenleving worden de kunstschatten van de oude wereld vernietigd. Zaken als schilderijen, poëzie en muziek kunnen emoties oproepen en zijn daarom verboden. Om ervoor te zorgen dat de strenge regels strikt worden nageleefd, zijn Grammaton Clerics actief, een soort hypergetrainde gevechtskunstenaars die overtreders liquideren.
Cleric Preston (Christian Bale), getraind om emotieovertreders te lokaliseren en te vernietigen, stoot op een morgen zijn dosis prozium per ongeluk kapot. In plaats van een nieuwe dosis te halen, injecteert hij deze daarom een keer niet. Daarop ervaart hij langvergeten emoties en begint hij zijn medicijnen structureel niet in te nemen. Weldra worstelt hij met zijn gevoelens jegens zijn superieuren, collega's en familie. Uiteindelijk vindt hij zichzelf verwikkeld in een onheilspellende wereld van bedrog en leugens en wordt hijzelf ongewild een pion in een ingewikkeld spel. Hij wordt onderdeel van een groot ondergronds verzet tegen de gevoelonderdrukkende machthebbers.

## Rolverdeling
- Christian Bale - John Preston
- Dominic Purcell - Seamus
- Sean Bean - Partridge
- Sean Pertwee - Father
- William Fichtner - Jurgen
- Angus Macfadyen - Dupont
- Taye Diggs - Brandt
- Matthew Harbour - Robbie Preston
- Emily Watson - Mary O'Brien